# لوگان میلر
لوگان میلر (انگلیسی: Logan Miller؛ زادهٔ ۱۸ فوریهٔ ۱۹۹۲) بازیگر آمریکایی است. او به خاطر بازی در سریال کمدی «من در گروه هستم» (۲۰۰۹–۲۰۱۱) از شبکه دیزنی اکس‌دی و صداپیشگی نقش سم الکساندر / نوا در سریال انیمیشنی «مرد عنکبوتی نهایی» (۲۰۱۲–۲۰۱۷) و جانی در سریال انیمیشنی «فینیاس و فرب» (۲۰۱۰–۲۰۱۴) از شبکه دیزنی و دیزنی اکس‌دی شناخته می‌شود. در سینما نیز در فیلم‌هایی مانند «راهنمای پیشاهنگ‌ها به دوره آخرالزمان زامبی‌وار» (۲۰۱۵)، «هدف یک سگ» (۲۰۱۷)، «عشق، سایمون» (۲۰۱۸)، «اتاق فرار» (۲۰۱۹) و «اتاق فرار ۲» (۲۰۲۱) و «قاتل روانی» (۲۰۲۶) ایفای نقش کرده است.